# Lissophanes ceramica
Lissophanes ceramica är en fjärilsart som beskrevs av W. Warren 1891. Lissophanes ceramica ingår i släktet Lissophanes och familjen Crambidae. Inga underarter finns listade i Catalogue of Life.